# Konec agenta W4C prostřednictvím psa pana Foustky
Konec agenta W4C prostřednictvím psa pana Foustky je česká filmová komedie, parodující filmy o Jamesi Bondovi. Natočil ji Václav Vorlíček na námět Oldřicha Daňka v roce 1967.
Komedie byla úspěšná. Podle režiséra utržila za první rok 7 mil Kčs jen v ČSSR při rozpočtu 3,5 mil. Kčs. Byla také prodána do řady zemí (SSSR, Indie).

## Děj
Dokonalý tajný agent Cyril Chuan Borguette (Jan Kačer), pracující pod kódem W4C, je vyslán do Prahy, aby pro agentku Alici Roberts (Květa Fialová) získal slánku, v níž jsou ukryty mikrofilmy s plány na vojenské využití Venuše. Před cestou je vybaven hi-tech multifunkční rekvizitou – pod pláštěm obyčejného budíku je skryt revolver, dýka, granát, slzný plyn, rušička mikrofonů, Geigerův-Müllerův počítač a dokonce i malá jaderná bomba.
Po Juanově příjezdu do Prahy se rozpoutává boj tajných agentů o slánku. Do všeobecného zmatku je vyslán jako agent i účetní Foustka (Jiří Sovák). Ten se díky své neobratnosti dostane do centra dění a přežije vzájemné vybíjení agentů. Přitom mimochodem zasahuje do bojů a dostane se na dosah hledané slánce. Nakonec díky svému psíkovi slánku získá a omylem zničí agenta W4C jeho vlastní bombou.

## Zajímavosti
- Úvodní přestřelka se odehrává na louce. Podle vzpomínek režiséra se mělo původně jednat o honičku na lyžích, ale v době natáčení nebyl sníh.
- Nápad s budíkem-bombou se vyskytl později i v „pravé“ bondovce Povolení zabíjet, kde jej Bondovi dává Q jako součást speciálního vybavení.

## Obsazení
- Jan Kačer – Cyril Chuan, agent W4c
- Květa Fialová – Alice Roberts, agent, Chuanova milenka
- Jiří Sovák – Foustka, účetní nasazený jako agent 13b
- Jan Libíček – resident
- Jiří Pleskot – šéf
- Walter Taub – velký šéf
- Jiří Lír – Stern
- Otto Šimánek – vynálezce
- Zdeněk Braunschläger – agent
- Josef Hlinomaz – agent
- Ivo Gübel – agent
- Celestýn Mrázek – vyhazovač
- Helena Růžičková – dáma v baru
- Miloš Vavruška
- Petr Čepek
- Oldřich Velen
- Václav Kotva
- pes Payday – pes pana Foustky (cameo)